# عمميت
عمميت أو عمموت أو عمّيت أو عم موت أو عميمت  (الاسم بالهيروغليفية: 𓂝𓅓𓅓𓏏 و 𓂝𓅓𓄈𓅓𓏏𓏥𓀐 ، وتقرأ هنا من اليسار إلى اليمين) («آكلة الموتى») هي كائن خرافي يظهر في الأساطير المصرية القديمة، كانت مزيجاً بين رأس تمساح وجسد أسد وفرس نهر. حسب معتقدات المصريين القدماء، تنتظر عميمت  في منزل إله الموت أوزيريس بالعالم السفلي (دوات) قدوم الموتى. وهناك تتمّ محاكمتهم ووزن قلب كل منهم، فإن كان القلب نقيَّاً أي أخف من ريشة العدل والنظام (ماعت)، مر المرء بسلام وأعطي ثوباً أبيضاً جميلاً وحديقة يعيش فيها هو وزوجته يأكلون من ثمارها. وإن كان قلب المرء مثقلاً بالذنوب والأعمال السيئة يُلقَى القلب إلى «عميمت» تلتهمه، فيمُحَى صاحبه تماماً من العالم ويختفي من الوجود.

## التسمية
عادةً ما يُتَرجم اسم عمموت على أنه يعني آكلة الموتى أو بالعة الموتى، إلا أنَّه قد يعني أيضاً آكلة العظام الباردة، كما عُرِفت أيضاً بألقابٍ كثيرةٍ منها آكلة القلوب وعظمة الموت وآكلة الملايين وقد تنطق «عميمت»، ويعتقد البعض بسبب التسمية الأخيرة أنَّ الإله عم حح - الذي يحمل ذات اللقب (اسمه يعني آكل الملايين) - لم يكن إلا شكلاً من أشكال عمموت. ربط بعض العلماء بين عمموت والإلهة إيبة التي لديها شكل فرس نهر، نظراً للتشابه بينهما في الهيئة ودورهما بمحاربة الشر.

## الهيئة
كانت تُصوَّر عمموت في الغالب على أنها وحش هجين يُمثِّل دمجاً بين ثلاثة حيوانات مختلفة، حيث كان لها رأس تمساح، فيما قُسِّم جسدها وأطرافها إلى قسمين: الأمامي من أسد أو نمر، والخلفي من فرس نهر. وقد مثَّلت باتحاد هذه الحيوانات المرعبة أكثر مخلوقٍ مرعبٍ أمكن لقدماء المصريين تصوُّره. إلا أنها كانت قادرةً في الآن ذاته على اتّخاذٍ هيئةٍ بشريةٍ عندما تريد ذلك.

## الرمزية
لم يعبد المصريّون القدماء عمميت قطّ، ولم تعتبر أبداً آلهةً حقيقية. بل على العكس من ذلك، كانت تُمثّل لقدماء المصريين أسوأ مخاوفهم وكوابيسهم، وكانت سبباً لتذكيرهم دائماً بالعيش والتصرِّف وفق مبادئ ماعت. ومع أن عمميت سُمِّيت شيطاناً أو عفريتاً، إلا أنها كانت في الواقع قوة تحارب للخير ولتطبيق القانون والعدالة. وهي لا تتصرَّف من تلقاء نفسها، إنَّما تتبّع وتنفذ أوامر الآلهة فقط لتعاقب الأرواح التي عصت.

## الأسطورة

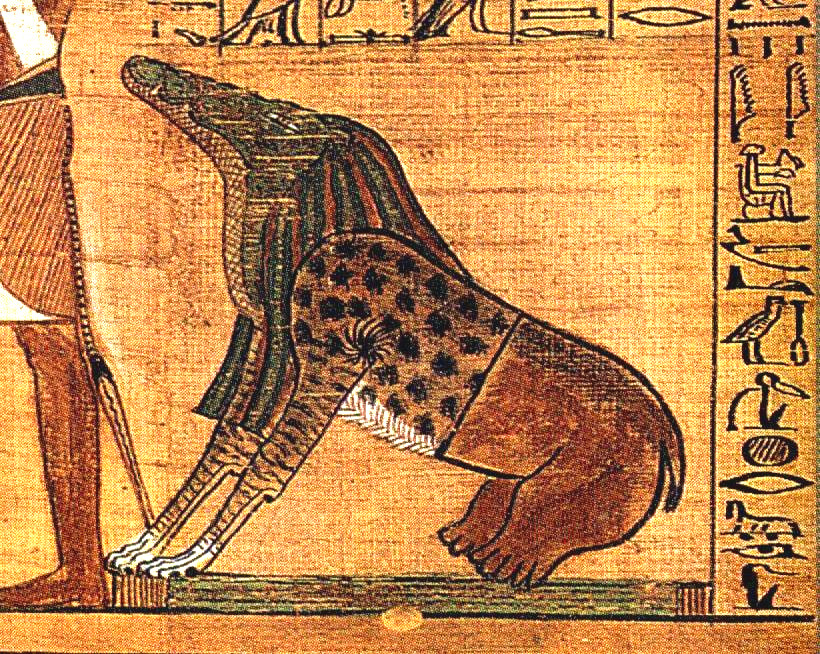
صفحة من كتاب الموتى تظهر عملية وزن القلب، فيما تقبع عمميت تنتظر النتيجة لتلتهم القلب أو تتركه.

بحسب مصادر الميثولوجيا والأساطير المصرية القديمة وتحديداً قصص كتاب الموتى، توجد عدة روايات حول دور عمميت ومهّمتها. يفيد أحد الأقوال وفق عددٍ من المصادر إلى أنها تعيش في بركة من النار، تُلقَى فيها أرواح المخطئين، حيث تحمي البحيرة بدلاً من التهام الأرواح، ويعتقد بعض الباحثين لذلك أنها مرتبطة بالإلهة سخمت، لأن هذه الأخرى كانت تحمي البحيرة أيضاً كما كانت لها هيئة أسد شبيهةٍ بعمميت. كما تقول رواية أخرى أن عمميت كانت تأكل الأشخاص المخطئين أنفسهم بعد محاكمتهم، فيبقون للأبد مأسورين داخل معدتها. وأما القول الأكثر رواجاً وقبولاً، فهو أنَّ عمميت تعيش تحت موازين العدالة في قاعة الحقيقتين، بمنزل إله الموت والحياة الثانية أوزيريس، حيث تقبع لتنتظر أرواح الموتى العابرة إلى العالم السفلي دوات. يصطحب إله الموت أنوبيس المعروف بـ«موصل الأرواح» أرواح الموتى إلى القاعة، وهناك تتمّ محاسبتهم، فيتولَّى أنوبيس دور المحامي الذي يدافع عن موتاه، ويأخذ تحوت إله الحكمة دور النائب العام، فيما يكون إصدار الحكم والبتّ فيه من نصيب أوزيريس، الذي يتربع على عرشه ينتظر ومعه إيزيس ونيفتيس.

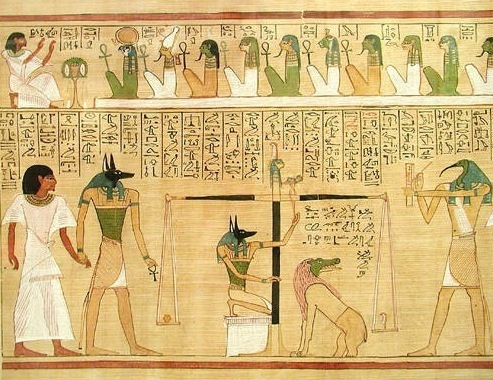
وزن قلوب العابرين إلى العالم السفلي كما يظهر في كتاب الموتى، ويظهر في المنتصف إله الموت أنوبيس (ذو رأس الابن آوى)، وإلى يمينه عمميت بانتظار تلقّي الأوامر، وعلى أقصى اليمين إله الحكمة تحوت يحدّد نتيجة الوزن.

عند بداية المحاكمة يستجوب أوزيريس الرجل الذي يريد العبور إلى العالم السفلي، حتى يعترف بخطاياه وذنوبه، ويُسمَح له بالدّفاع عن نفسه لمحاولة تبرير خطاياه أو تخفيف عقوبته. ومن الضروري لكي يستطيع الرجل العبور، أن يكون قد حظي بمراسم دفنٍ خاصة، وتحت تلاوة وحماية تعاويذٍ محددَّة. بعد ذلك ولإصدار الحكم، يقوم أنوبيس بوضع قلب الرجل على ميزان ذو كفتين، تقابله على الكفة الأخرى ريشة من غطاء رأس إلهة الحقيقة والعدالة والقانون ماعت، ويُحكَم عليه حسب موازنة قلبه مع الريشة، حيث يتولى تحوت تفحّص النتيجة. لم يكن من الضروريّ أن يكون الرجل مثالياً جداً لكي يعبر، بل فقط أن لا يكون كثير المعاصي إلى حدٍّ غير مقبول، فإن نجح وكان قلبه أخفَّ من الريشة يعبر إلى العالم السفلي دوات حيث يحظى بحياةٍ رغيدةٍ في حقول القصب المعروفة بآرو. لكن إن كان قلب الرجل محمَّلاً بالكثير من الخطايا والذنوب، ومالت إلى جانبه كفة الميزان، فستظهر أمت من تحت موازين العدالة وتنقضّ عليه لتلتهمه دون رحمة، فيموت الميتة الثانية كما كان يُسمِّيها قدماء المصريين، فيختفي من الوجود وتبقى روحه تتغذَّب للأبد.

## في التراث
مُثِّلت أمت على هيئة وحوشٍ مختلفةٍ في عدد من الألعاب الحاسوبية الخيالية الحديثة في عالم الفنتازيا، ومع أن شكلها حُوِّر قليلاً في بعض الأحيان، إلا أنَّها حافظت على وظيفتها ودورها الأساسي الذي منحتها إيَّاه الأساطير المصرية القديمة. من أمثلة الألعاب التي تظهر فيها أمت لعبة تقمص الأدوار كثيفة اللاعبين على الإنترنت باراليل كينغدوم [الإنجليزية] ولعبة "The Legend of the Cryptids" (أسطورة الخرافيين). كما تظهر أمت أكثر من مرة في روايات ريك ريوردان عن الأساطير المصرية القديمة، خصوصاً سلسلة تأريخات كين (ذي كين كرونيكيلز) [الإنجليزية] متضمِّنةً روايتي الهرم الأحمر وظلّ الأفعى، حيث تلعب دوراً شبيهاً بدورها الحقيقي في أساطير المصريّين.